# Mundochthonius montanus
Mundochthonius montanus är en spindeldjursart som beskrevs av Chamberlin 1929. Mundochthonius montanus ingår i släktet Mundochthonius och familjen käkklokrypare. Inga underarter finns listade i Catalogue of Life.